# Manoir de la Chapelle
Pour les articles homonymes, voir Manoir de la Chapelle (Notre-Dame-de-Courson) et Manoir de la Chapelle (Oissel).
Le manoir de la Chapelle est un édifice situé à Hotot-en-Auge, en France.

## Localisation
Le monument est situé dans le département français du Calvados, à Hotot-en-Auge.

## Historique
L'édifice est daté du XVIIe siècle. 
Une  tourelle, sur la façade arrière du bâtiment,  a remplacé un appentis. 
L'édifice fait l'objet de mesures de protection au titre des Monuments historiques différentes : le manoir est classé, sauf la tourelle qui est un ajout, en date du 2 novembre 2004. La grange et les sols de la cour plantée ainsi que du potager à fosse sont inscrits à la même date.

## Architecture
L'édifice dans son ensemble est caractéristique du XVIIe dans le pays d'Auge et possède à l'étage « le plus bel et complet exemple de décor peint » de cet espace. Le décor est constitué de motifs végétaux, feuilles, fleurs et fruits et également de faux marbre. Des paysages ont été ajoutés ultérieurement. 